# أمريكا (فلم 1924)
أمريكا (بالإنجليزية: America) هي فيلم أبيض وأسود حربي تاريخي رومانسي أمريكي صامت من إنتاج عام 1924، ويعرف أيضًا بإسم الحب والتضحية، يصف الفيلم القصة البطولية للأحداث التي وقعت خلال الحرب الثورية الأمريكية، حيث ابتكر المخرج السينمائي دي دبليو غريفيث فيلمًا مقتبسًا عن رواية روبرت دبليو تشامبرز عام 1905 بعنوان "الحساب". تتركز الحبكة بشكل أساسي على المسرح الشمالي للحرب في نيويورك ، مع الرومانسية المقسمة إلى مشاهد الفيلم الفردية.

## فريق التمثيل
- نيل هاميلتون في دور ناثان هولدن
- إرفيل ألدرسون في دور القاضي مونتاج
- كارول ديمبستر في دور الآنسة نانسي مونتاج
- تشارلز إيميت ماك في دور القاضي تشارلز مونتاج
- لي بيجز في دور صموئيل آدمز
- جون دونتون في دور جون هانكوك
- آرثر دونالدسون في دور الملك جورج الثالث
- تشارلز بينيت في دور وليام بيت
- داونينج كلارك في دور اللورد تشامبرلين
- فرانك والش في دور توماس جيفرسون
- فرانك ماك جلين الأب في دور باتريك هنري
- آرثر ديوي في دور جورج واشنطن
- بي آر سكامون في دور ريتشارد هنري لي
- ليونيل باريمور في دور النقيب. والتر بتلر
- سيدني دين في دور السير أشلي مونتاج
- هاري أونيل في دور بول ريفير
- لويس وولهايم في دور النقيب. بيتر هير
- رايلي هاتش في دور جوزيف برانت
- بول دوسيه في دور ماركيز دي لافاييت
- إميل هوش في دور لورد نورث

## روابط خارجية
- America  في قاعدة بيانات الأفلام على الإنترنت (بالإنجليزية)
- synopsis على موقع أول موفي.